# أندزيه فوجسيتشوفسكي
أندزيه فوجسيتشوفسكي (بالبولندية: Andrzej Wojciechowski) (1 أبريل 1933 – 16 يونيو 1997) هو ملاكم بولندي راحل، مثّل بلاده في الألعاب الأولمبية الصيفية 1956.

## روابط خارجية
أندزيه فوجسيتشوفسكي على موقع أوليمبيديا (الإنجليزية)